# Польовська сільська рада (Німецький національний район)
Польовська́ сільська рада (рос. Полевской сельский совет) — сільське поселення у складі Німецького національного району Алтайського краю Росії.
Адміністративний центр та єдиний населений пункт — село Польове.

## Населення
Населення — 1198 осіб (2019; 1263 в 2010, 1485 у 2002).